# امیررود
امیررود، روستایی است از توابع بخش مرکزی شهرستان نوشهر در استان مازندران ایران.

## جمعیت
این روستا در دهستان خیرودکنار قرار دارد و براساس سرشماری مرکز آمار ایران در سال ۱۳۸۵، جمعیت آن ۱۱۲۵ نفر (۳۱۵خانوار) بوده‌است. مردم امیررود از قومیت طبری هستند. مردم امیررود به زبان طبری و گویش کجوری سخن می‌گویند.